# 부가티 시론
부가티 시론(프랑스어: Bugatti Chiron)은 부가티에서 부가티 비전 그란 투리스모를 기반으로 제작된 2인승 하이퍼카이다. 부가티 베이론의 후속작인 시론은 2016년 3월 1일 제네바 모터쇼에서 처음 선보였다.
차명인 시론은 모나코 출신 레이서인 루이 시롱의 이름에서 유래되었다. 이 자동차는 1999년형 부가티 18/3 시론 컨셉 카와 이름을 공유하며 가격은 46억이다.

## 사양 및 성능

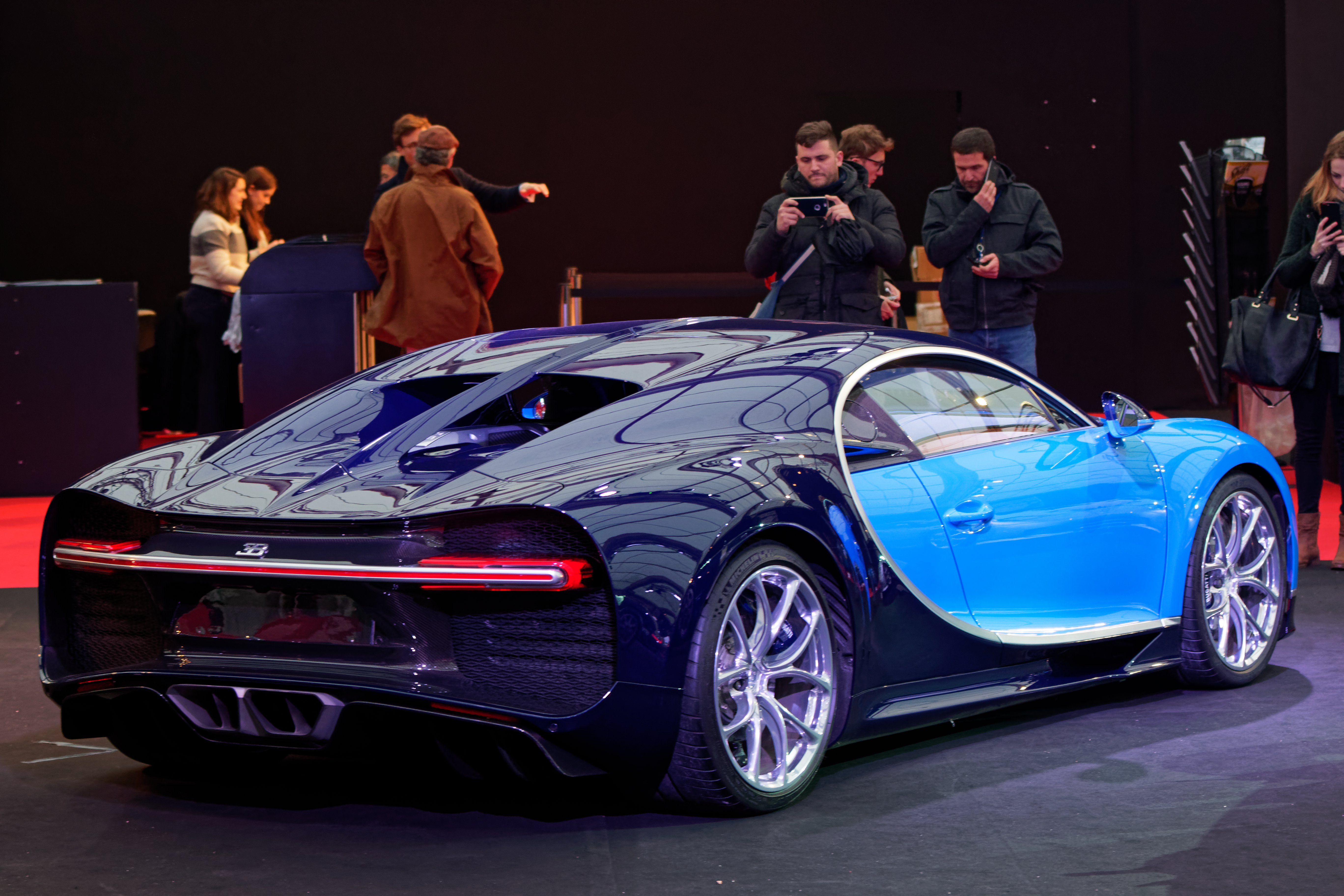
부가티 시론의 투톤 도색

부가티 베이론의 엔진은 7,993 cc (8.0 L) 쿼드 터보 차저 W16 엔진이다. 이 엔진은 크게 업데이트되어, 시론의 엔진의 최고출력은 1,103 킬로와트 (1,500 PS; 1,479 hp)이고, 6,700 rpm 및 1,600 뉴턴 미터 (1,180 lb·ft), 2,000에서 6,000 rpm으로 시작하는 최대토크를 가지고 있다.
선행 차량인 부가티 베이론과 마찬가지로 시론은 탄소 섬유 차체, 독립 서스펜션 및 Haldex 4륜구동 시스템을 사용한다. 탄소 섬유 몸체는 1도당 50,000 Nm의 강성을 갖는다.

시론의 최고 속도는 전자적으로 261 마일 매 시 (420 km/h) 제한된다 또는 233–236 마일 매 시 (375–380 km/h) 제조업체는 현재 제조에는 타이어가 시론이 달성할 수 있는 최고 속도에 스트레스를 처리할 수 있을 것이라고 결론을 내렸다. (안전을 위해 특정 키 없이 주로 타이어에서 발생) 소유자에 의한 독립적인 테스트에 따르면 Chiron은 제한된 최고 속도를 쉽게 달성할 수 있다. 혼합 연료 소비량은 22.5 L/100 km (12.55 mpg-imp; 10.45 mpg-US)이다.

## 판매
처음 200대는 첫 번째 차량이 인도되기 전에 매진되었다.기본 가격은 €2,400,000이며 구매자는 구매 전에 200,000 유로의 보증금을 지불해야 한다. 3대는 2017년 3월 유럽과 중동의 소유주에게 인도되었다.2022년 1월에 매진되었지만 2022년 1월 현재 모두 생산된 것은 아니다.

## 변형 차종

### 부가티 시론 스포츠 (2018년)
2018년 제네바 모터쇼에서 부가티는 시론의 트랙 중심 버전을 공개하였다. 성능은 오리지널 모델과 동일하며 쿼드 터보 차저 W16 엔진에서 1,103 kW (1,479 hp; 1,500 PS)를 생성하지만 탄소 섬유를 광범위하게 사용하여  시론보다18 kg (40 lb) 더 가볍고 서스펜션이 더 뻣뻣하며 가격은 400,000달러이다.
2022년 4월에 부가티는 느슨한 전면 프레임 지지 나사로 인해 2017년 11월 16일에 제작된 2018년식 시론 스포츠에 대한 공장 리콜을 발표했다.

### 부가티 시론 스포츠 110 Ans (2019년)
부가티의 설립 110주년을 기념하기 위해 제작된 시론 스포츠의 변형이다. 차체는 무광 스틸 블루 외부 색상으로 마감된 탄소 섬유 차체를 특징으로 하며, 바디는 또한 스틸 블루 베어 카본 파이버로 강조되었다. 내부는 파란색 알칸타라로 장식되어 있으며 좌석의 머리 받침, 좌석 뒤 및 스티어링 휠 위에 프랑스 국기의 색상이 있다. 생산 댓수는 20대이다.

### 부가티 시론 슈퍼 스포츠 300 플러스 (2019년)
부가티의 설립 110주년을 기념하기 위해 제작된 차량으로 기존 부가티 시론의 고성능 모델이며 2019년 8월 2일부가티는 회사의 110주년 유럽 투어에 참여하는 소유자에게 시론 슈퍼 스포츠 300+라고 하는 한정 생산 고성능 변형 시론을 선보였다. 생산 대수는 30대로 제한되며 최고 속도 기록 실행을 수행하는 프로토타입과 매우 유사하다. 변경 사항에는 더 강력한 엔진, 증가된 최고 속도, 주황색 줄무늬가 있는 래커 코팅된 탄소 섬유 바디를 특징으로 하는 특징적인 페인트 구성이 포함되며, 이는 회사의 이전 최고 속도 기록을 깨는 자동차인 베이론 슈퍼 스포츠의 미학을 반영한다.
1,600 PS (1,175 kW; 1,580 hp; 1,600 PS)%s 쿼드 터보차저 W16 엔진은 "토르"라는 별명을 가진 부가티 센토디에치와 공유된다. 블랙 에나멜과 은으로 만든 회색 부가티 로고, 센토디에치의 배기 시스템, 더 긴 비율의 수정된 기어박스, 고속에서 공기 역학에 최적화된 전면 및 후면 범퍼를 사용하여 전체 길이를 248.9배 늘렸다.
슈퍼 스포츠 300+에는 표준 시론에서 볼 수 있는 것과 유사한 최고 속도 제한 장치도 장착되어 있다. 리미터가 없으면 부가티는 자동차가 483 km/h (300 mph)를 초과하는 최대 속도에 도달할 수 있다고 주장하였다. 부가티는 또한 Ehra-Lessien 테스트 트랙에서 차를 최대한 활용하려는 소유자의 차를 준비할 것이다.
2021년 9월에 최초로 8대가 인도되었다.
부가티는 2022년 7월 21일 최종 시론 스포츠 300+를 인도하였다.

### 부가티 시론 누아르 (2020년)
부가티는 2019년 원-오프 오마주와 이름을 따서 "부가티 라 부아튀르 누아르"에 이어 1936년 부가티 타입 57SC 쿠페 에어로 No. 57453 ( "라 부아튀르 누아르"라고도 함)을 기념하는 특별판 시론 누아르를 발표했다. 스페셜 에디션은 누아르 엘레강스 (블랙 노출 카본 바디)와 누아르 스포티브 (블랙 노출 카본 바디에 매트 블랙 마감 처리)의 두 가지 버전으로 제공되며, 20대만 생산하였다. 시론 누아르는 약 330만 달러에서 시작하며 배송은 2020년 중반에 시작될 것으로 예상된다. 시론 누아르 패키지는 보급형 시론 또는 시론 스포츠에서 사용할 수 있으며 이 경우 €100,000의 추가 요금이 부과된다.

### 부가티 시론 퓨어 스포츠 (2020년)

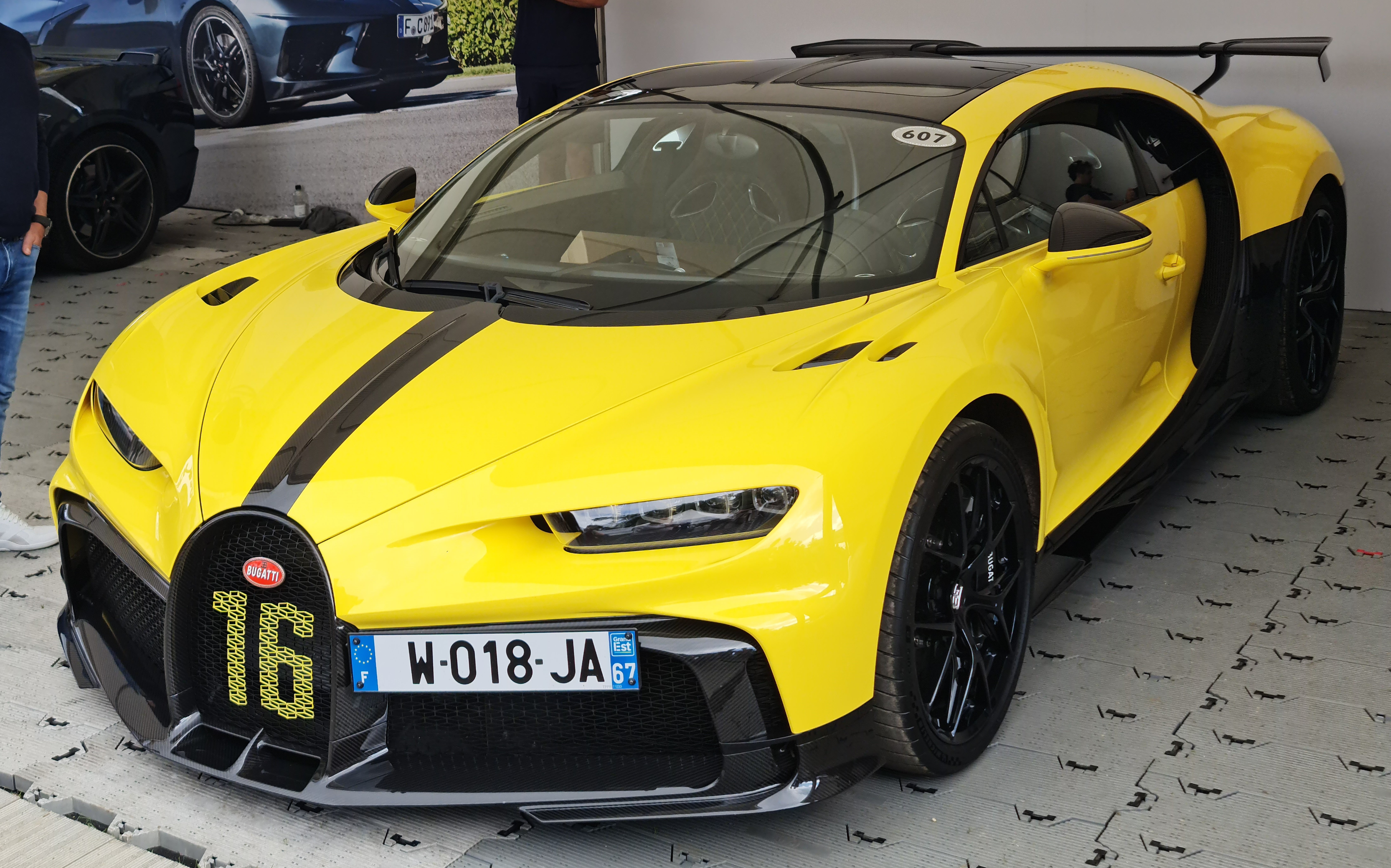
부가티 시론 푸어 스포츠 차량 전경

2020년 3월 3일, 부가티는 핸들링에 중점을 둔 60대로 제한되는 시론 퓨어 스포츠를 출시하였다. 회전 속도계에는 200rpm이 추가되어 레드라인이 6,900rpm으로 증가하였다. 변속기의 80%는 파워 밴드에 도움이 되는 15% 더 가까운 기어비 확산을 위해 수정되었다. 경량 3D 인쇄 티타늄 배기 장치, 고정 리어 스포일러 및 내부에 알칸타라, 양극 산화 알루미늄 및 티타늄의 광범위한 사용으로 인해 표준 시론보다 50 kg (110 lb) 가볍다. 휠에는 "에어로 블레이드"라고 하는 특수 스포크가 있다. 이 스포크는 휠 근처의 난기류 공기를 차량 측면 아래로 리어 디퓨저로 보내도록 설계되었다. 타이어는 측면 접지력이 10% 증가하는 미쉐린 스포츠 컵 2R이며 미쉐린과 공동 개발했다. 핸들링을 개선하기 위해 스프링은 전면에서 65%, 후면에서 33% 더 단단해졌으며 수정된 댐퍼 튜닝 및 휠 캠버와 함께 추가 전면 및 후면 탄소 섬유 안티 롤 바 및 새로운 스포츠+ 드라이브 모드의 도움을 받았다. 푸어 스포츠의 생산은 2020년 말에 시작되었다.

### 부가티 시론 스포츠 레 레전드 뒤 씨엘 (2020년)

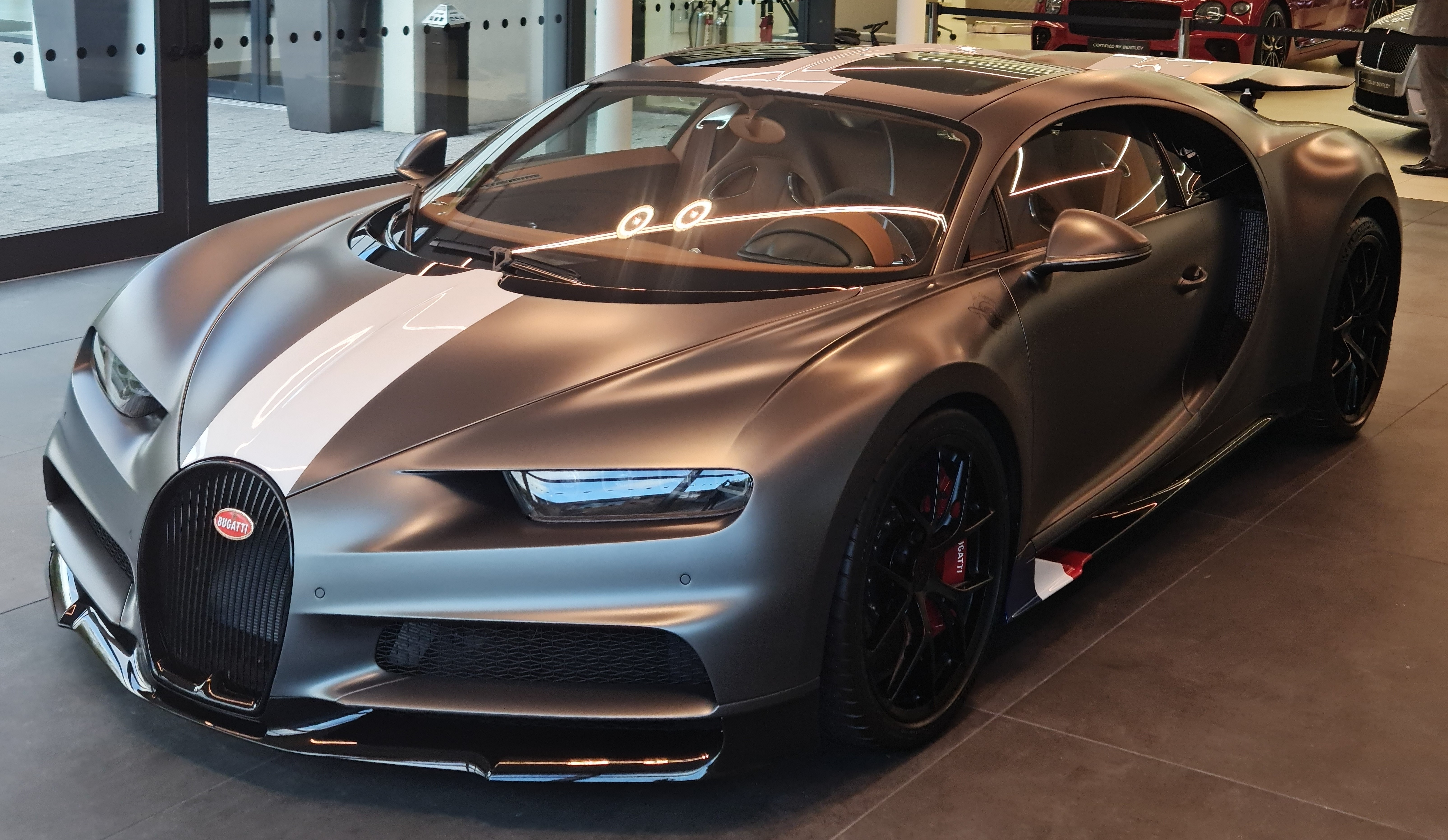
부가티 시론 스포츠 레 래전드 뒤 씨엘

2020년 11월에 출시된 "레 레전드 뒤 씨엘" 시론은 프랑스 공군에서 비행한 부가티의 레이싱 드라이버를 기념하기 위해 개발된 시론 스포츠의 변형 모델이다.
이 차는 새로운 그릴, 앞바퀴 뒤에 있는 프랑스 국기, 중앙에 광택이 나는 흰색 줄무늬가 있는 무광 회색("Gris Serpent") 외부 색상을 특징으로 한다. 내부는 황갈색 가죽과 알루미늄으로 마감되어 있다.
생산량은 각각 288만 유로에 20대로 제한된다.

### 부가티 시론 슈퍼 스포츠 (2021년)
시론 슈퍼 스포츠 300 플러스의 표준 모델이며 300+와 달리 내부 보강재가 제공되지 않고 일반적인 부가티 시론처럼 내부에 가죽이 더 많이 들어 있다. 더 시각적인 차이는 특별히 재설계된 휠과 시론 슈퍼 스포츠 300+에서 볼 수 있는 맨 탄소 섬유 대신 페인트 마감 처리를 포함한다. 시론 슈퍼 스포츠는 300+와 동일한 출력을 갖지만 440 km/h (273 mph)로 제한된다. 또한 0–200 km/h (0–124 mph)에서 5.8초, 0–300 km/h (0–186 mph)에서 12.1초 만에 가속할 수 있다. 300+와 달리 슈퍼 스포츠에서 부가티는 준비된 주행을 위해 리미터를 해제할 수 없다. 고객 인도는 2022년 초에 시작되었으며생산 댓수는 70대에서 80대로 추정된다.

### 부가티 시론 퓨어 스포츠 그랑프리 (2021년)

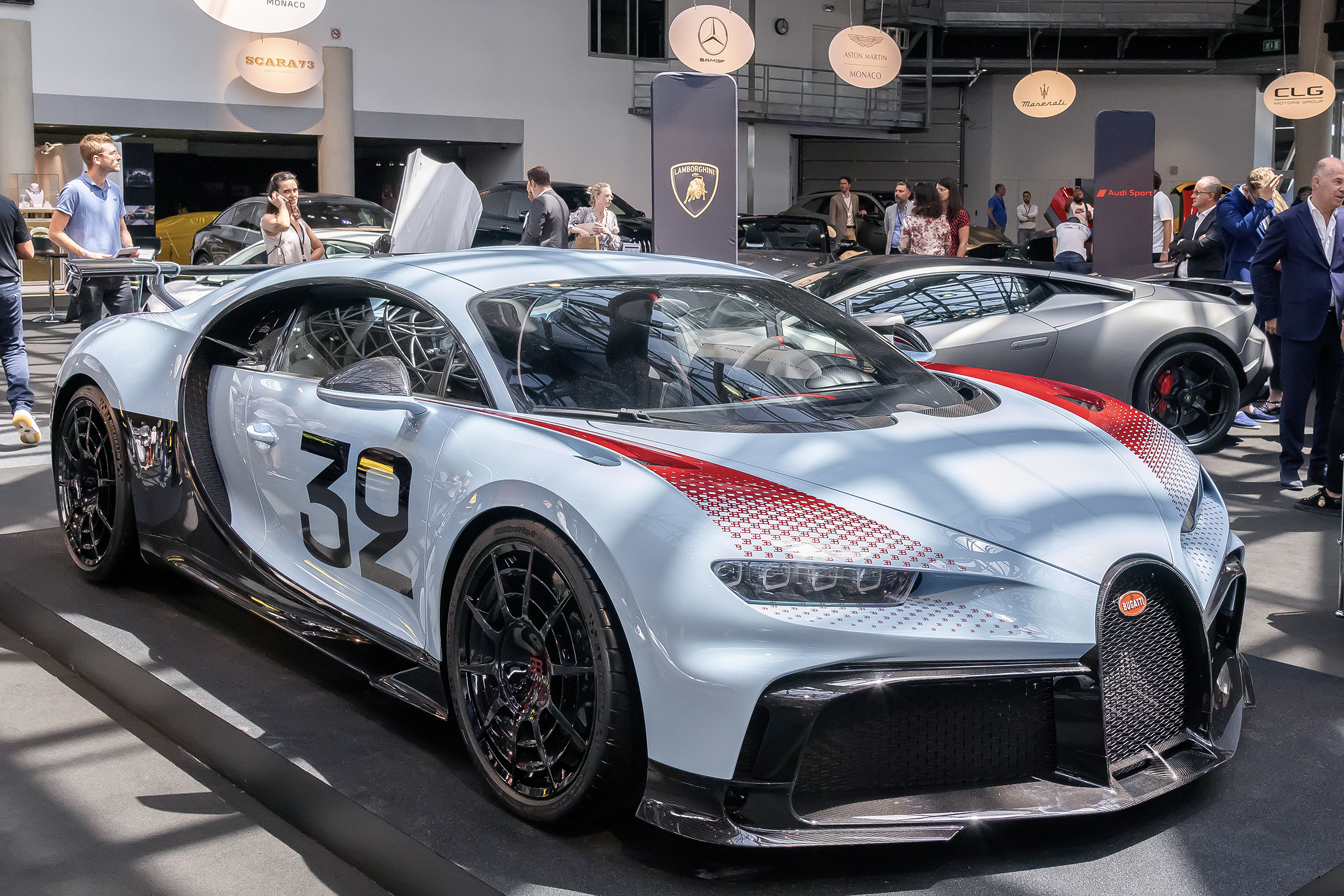
시론 퓨어 스포츠 그랑프리

부가티의 새로운 'Bugatti Sur Mesure' 커스터마이징 프로그램의 첫 번째 프로젝트이다. 1931년 루이 시롱은 아킬레 바르치와 함께 전설적인 타입 35의 향상된 버전인 타입 51로 몬틀헤리에서 프랑스 그랑프리를 수상하였다. 숫자 32는 레이스카에 굵은 글씨로 표시되었으며 현재 시론 퓨어 스포츠 '그랑프리'의 문에 손으로 칠해져전면 펜더와 후면 펜더에도 "EB" 로고 패턴이 빨간색으로 손으로 칠해져 있으며 차량 내부에는 검은색 가죽과 빨간색 알칸타라, 도어 패널의 "EB" 패턴 자수, 은색 로고가 있는 검은색 알루마이트 알루미늄 트림 패널이 있다.

### 부가티 시론 프로필리 (2022년)
2022년 12월 22일에 소개된 원-오프 스페셜 모델이다.시론 퓨어 스포츠를 기반으로 하지만 더 넓은 에어 댐과 더 큰 전면 그릴, 재설계된 전면 스플리터, 중공 부분이 있는 상대적으로 작은 후면 날개가 특징인 새로운 공기역학적 프로필이 특징이다. 또한 스티어링 및 서스펜션 시스템을 변경했으며 7단 듀얼 클러치 자동 변속기의 기어비가 15% 더 짧아졌다. 0–200km/h(0–124mph)는 5.5초가 걸리고 0–300 km/h (0–186 mph)는 12.4초가 걸리며, 최고 속도는 380 km/h (236 mph)이다. 은색으로 마감되었으며 차량 하단 부분에는 파란색으로 착색된 베어 카본 섬유가 있다. 대시보드, 센터 콘솔 및 도어 패널에 우븐 가죽을 장착한 최초의 모델이기도 하다.
2023년 2월 1일 RM Sotheby's에서 경매에 부칠 예정이며 수익금의 일정 비율은 자선 활동에 사용된다.

### 부가티 시론 스포츠 골든 에라 (2023년)
2023년에 출시되었으며, 시론 슈퍼 스포츠를 기반으로 제작되었다.

### 부가티 라 부아튀르 누아르

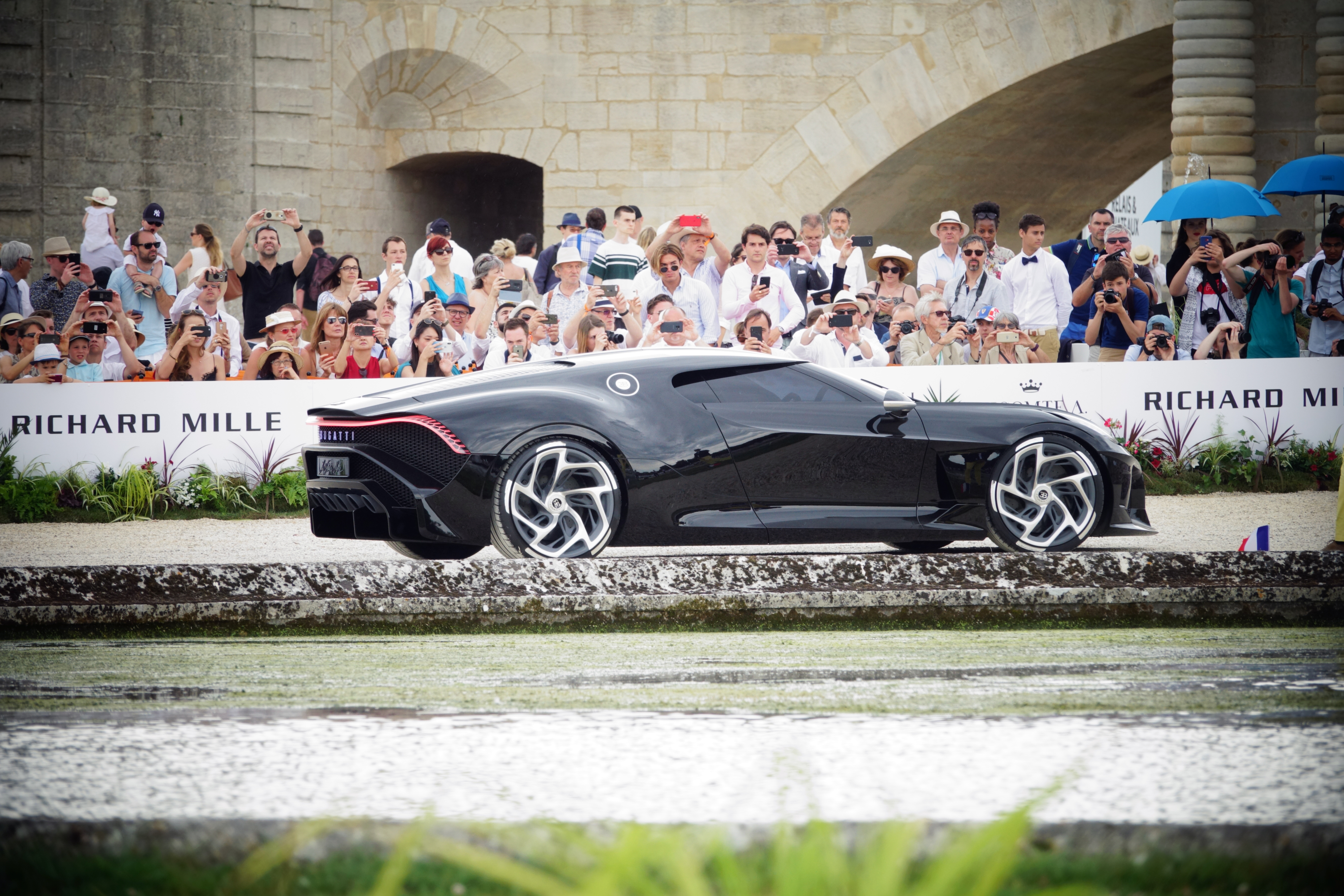
부가티 라 부아튀르 누아르의 옆면

2019 제네바 모터쇼에서 선보인 원-오프 스페셜 모델이다. 시론을 기반으로 하며 자동차의 디자인은 타입 57 SC 애틀랜틱을 떠올리게 하며 회사의 독특한 디자인 역사를 기념한다. 이 차는 길쭉한 코(디보와 유사)와 길쭉한 뒷부분이 있는 부가티 디자이너인 에티엔 살로메가 디자인한 탄소 섬유로 만든 차체를 가지고 있다. 다른 주목할만한 기능으로는 독특한 윙 미러, LED 미등 스트립 및 바퀴가 있다. 원형 모델과 달리 자동차는 미드십 엔진 레이아웃을 유지한다.
차량 전면에서 후면 스포일러까지 이어지는 트림 부분은 타입 57 SC에 있는 등지느러미를 연상시키며 앞유리가 떠 있고 마스크 A 필러가 있다. 라 부아튀르 누아르는 시론의 W16 엔진으로 구동되는 취소된 전면 엔진 그랜드 투어러인 부가티 렘브란트와 큰 디자인의 유사점을 공유한다.
라 부아튀르 누아르는 동일한 출력 수치를 가진 시론의 동일한 8.0리터 쿼드 터보차저 W16 엔진으로 구동되지만 7단 듀얼 클러치 기어박스와 4륜구동 시스템은 보다 편안한 운전 경험을 제공하며 더 부드러운 댐퍼와 수정된 섀시가 이러한 요인에 기여하고 있다. 자동차에는 과거의 혁신적인 디자인을 떠올리게 하는 6개의 배기관이 있다.
성능 수치는 알려지지 않았지만 회사는 라 부아튀르 누아르가 그랜드 투어링 특성으로 인해 시론에 비해 더 낮은 최고 속도와 가속 시간을 가질 가능성이 있다고 말하였으며. 1,868만 달러에 판매되어 지금까지 제작된 자동차 중 가장 비싼 자동차 중 하나가 되었다.
부가티가 나중에 발표한 성명서에 따르면 전시된 차량은 컨셉트 카이며 최종 제품을 완성하는데 2년 반이 더 걸릴 것이라고 확인하였으며, 쇼카는 쉬운 기동성을 위해 엔진 대신 전기 모터를 사용했다.
타블로이드 신문 보도에 따르면 라 부아튀르 누아르는 2021년 12월 스위스 취리히에 등록되었다.또한 라 부아튀르 누아르를 최초로 의뢰한 페르디난트 피에히의 가족이 소유하고 있는 차종이가도 한다.
라 부아튀르 누아르는 소유권을 둘러싼 중대한 잘못된 정보에 노출되어 있다. 많은 신문, 타블로이드 및 온라인 블로그에서 포르투갈의 축구 선수인 크리스티아누 호날두가 차량의 소유자라는 거짓 주장을 만들어 퍼뜨렸다.스페인의 스포츠 신문인 마르카의 보도에서 비롯된 것으로 추정되는 이 소문은 호날두 대변인에 의해 부인됐다.노골적인 거짓 주장에도 불구하고 호날두가 이 차를 소유하고 있다는 믿음은 온라인에 널리 퍼져 있다.

### 부가티 디보

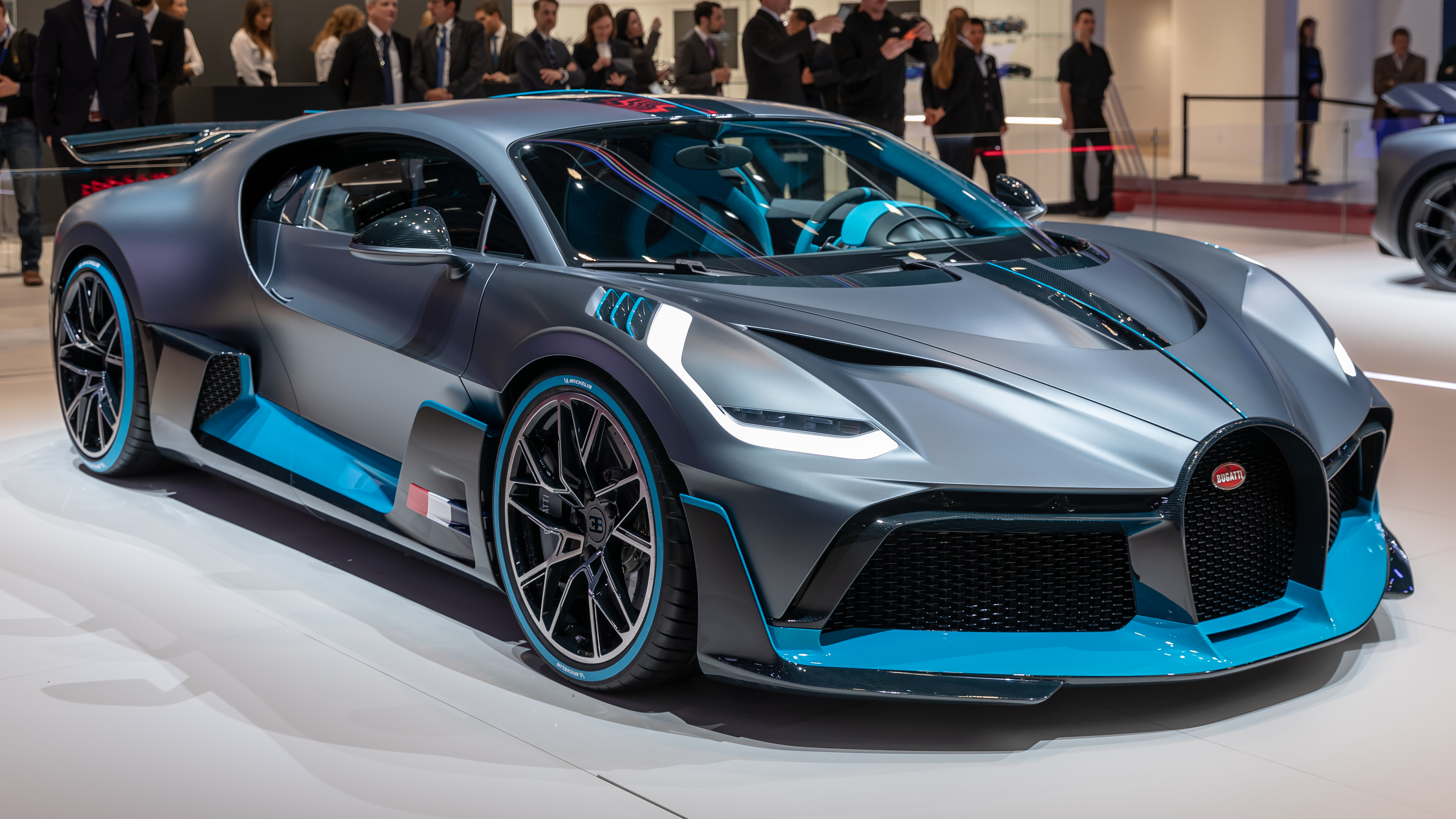
부가티 디보

부가티에서 2019년부터 2021년까지 생산했던 미드 엔진 스포츠카이고, 가격은 69억이며, 차명인 디보는 1920년대 부가티를 위해 타르가 플로리오 레이스에서 두 번 우승한 프랑스 레이싱 드라이버인 알베르 디보의 이름에서 유래되었다.

### 부가티 센토디에치

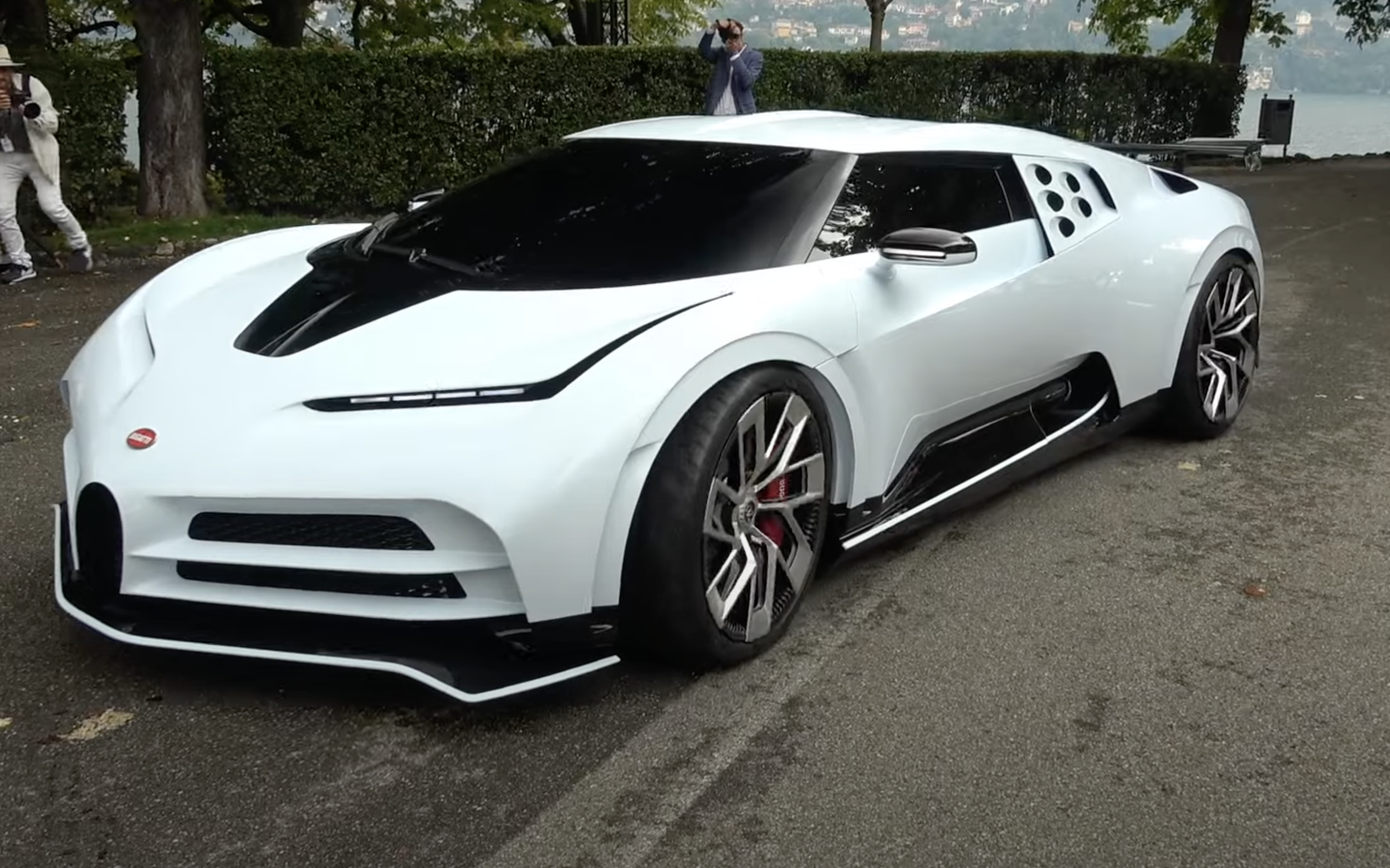
부가티 센토디에치

부가티 EB110에 대한 오마주이자 부가티 브랜드의 110주년을 기념하여 제작된 스포츠카이다. 10대만 생산했으며, 차명인 센토디에치는 이탈리아어로 "110"을 의미한다.

### 부가티 볼리드

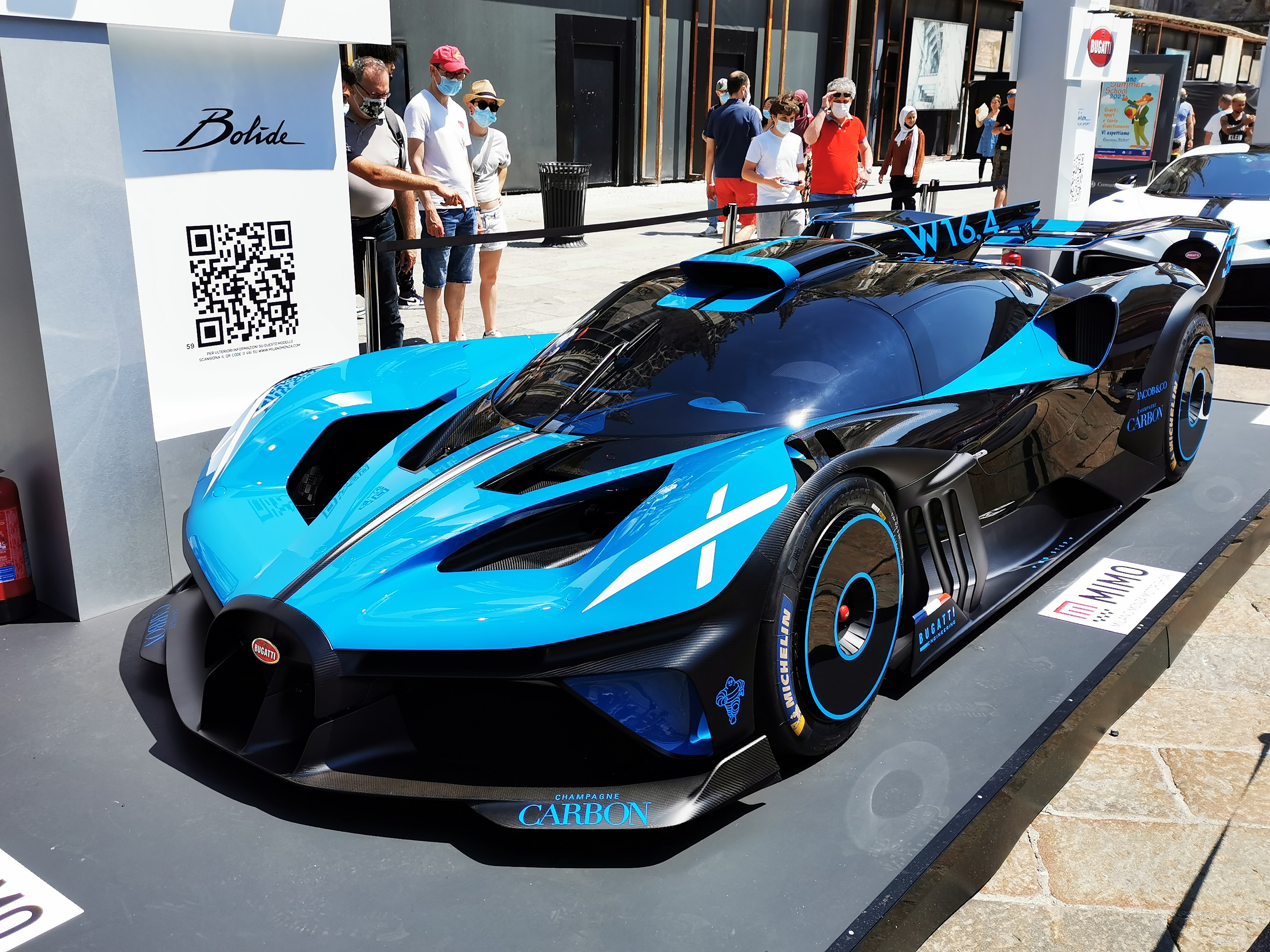
부가티 볼리드

부가티가 독일 볼프스부르크에서 개발 및 제조한 트랙 중심 하이퍼카로 2020년 10월 28일에 온라인으로 공개되었다. 차명인 볼리드는 프랑스어로 "화구"를 의미한다.

## 기록

### 가속 및 제동 기록

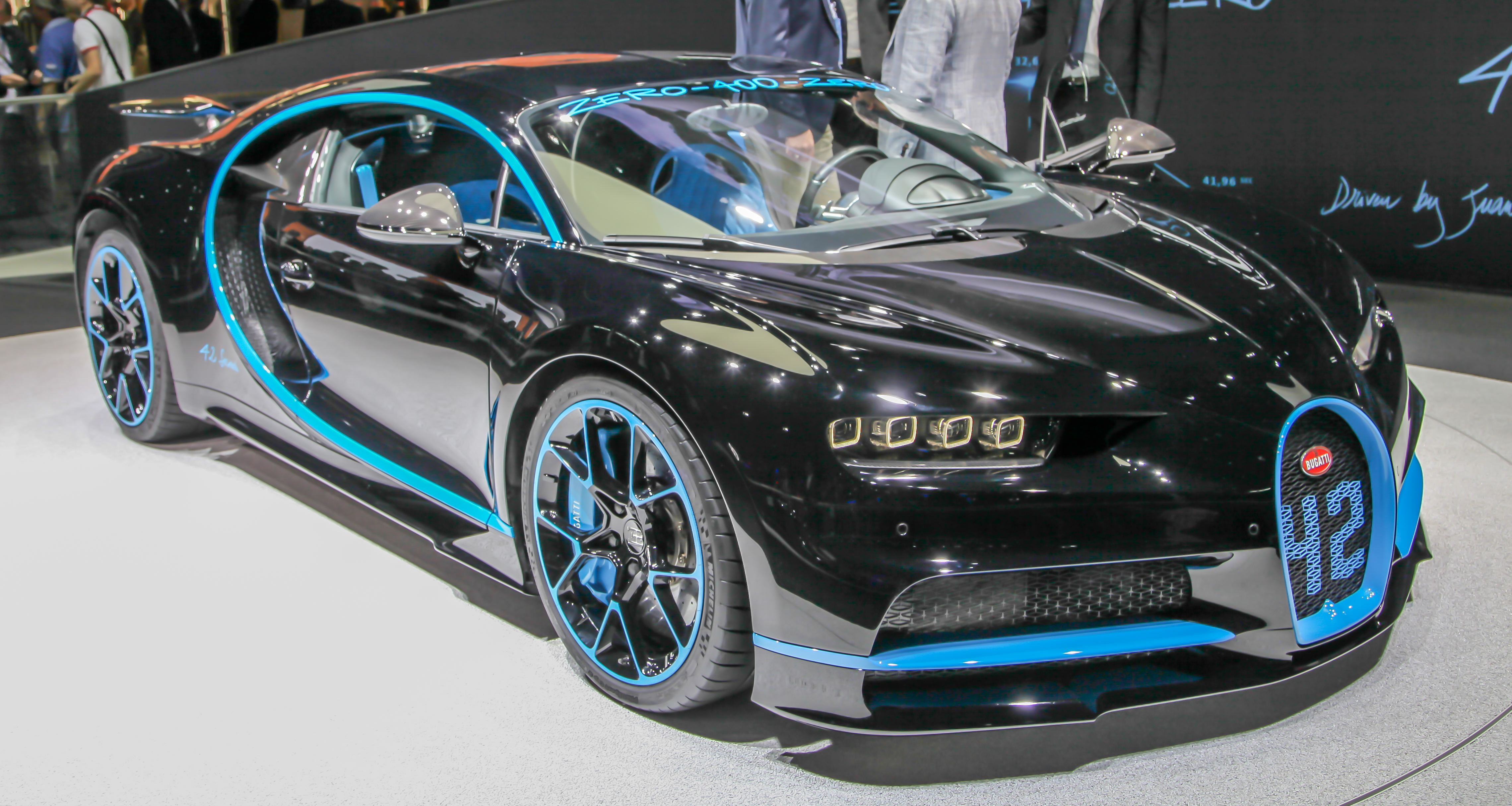
2017 IAA 쇼에서 부가티 시론의 레코드 카가 전시되었다. 그릴의 숫자 42는 0-400-0 가속 및 제동 기록의 전체 반올림 시간을 나타낸다.

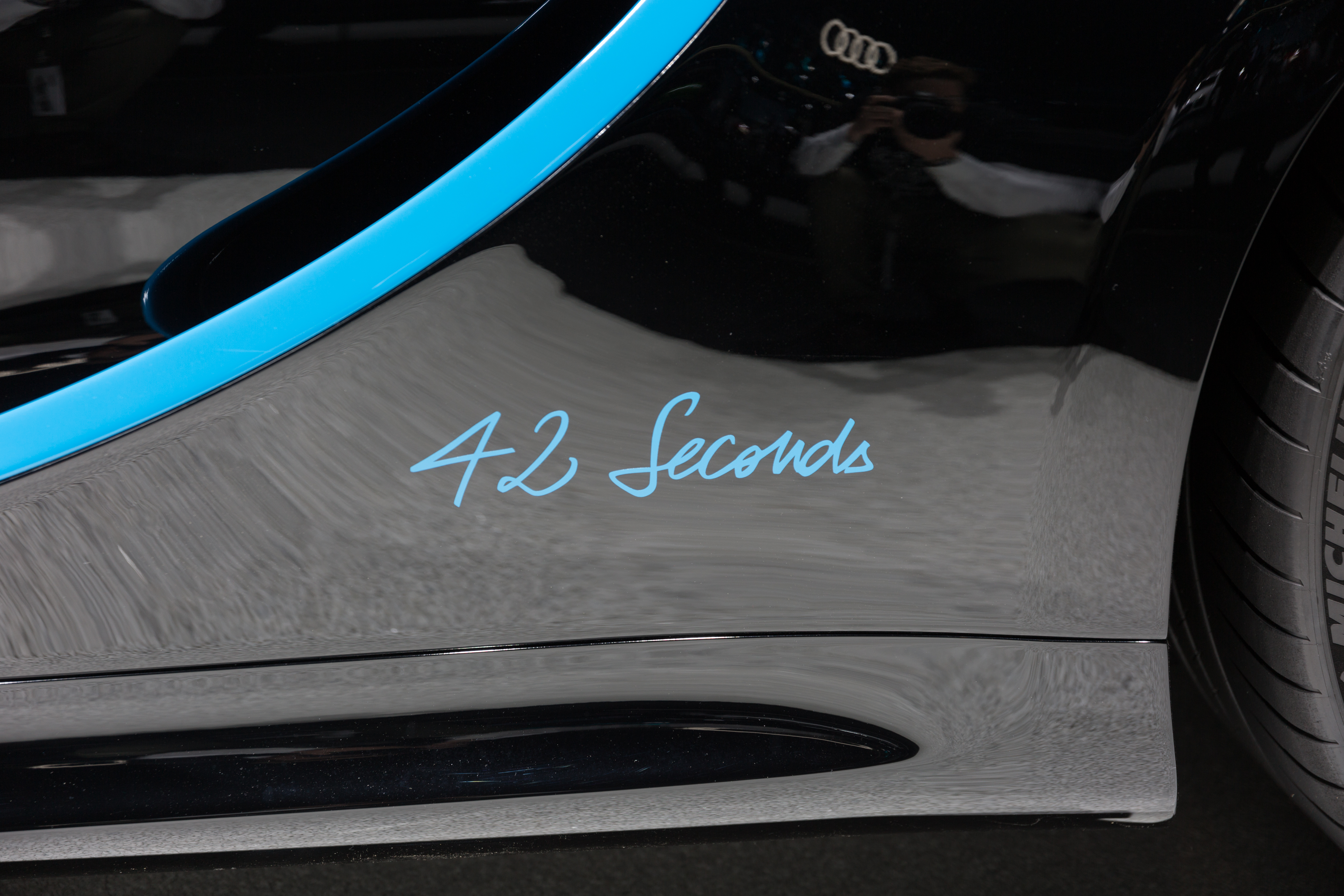
차 옆으로 주행하는 데 걸린 시간

프랑크푸르트에서 열린 2017 IAA 쇼에서 부가티는 시론이 가장 빠른 0–400–0 킬로미터 매 시 (0–249–0 mph) 의 기록을 0–400–0 킬로미터 매 시 (0–249–0 mph) 발표했다. 가속 시간, Ehra-Lessien 고속 타원에서 2 마일 (3.2 km)에서 41.96초 안에 완료하였다. 차는 콜롬비아 경주 운전사 Juan Pablo Montoya에 의해 운전되었다.

### 최고 속도 달성
2019년 8월 2일 부가티 시험 운전자 엔디 월러스는 490.48 km/h (304.77 mph) 의 속도를 달성하였다. 속도는 독일의 기술 검사 협회인 TÜV에 의해 검증되었으며, 이 기록은 공장에서 생산된 차량이 처음으로 300mph 위 속도로 올라간 이록이다.
이 자동차는 부가티의 수석 익스테리어 디자이너인 Frank Heyl이 이탈리아 자동차 엔지니어링 회사인 달라라 및 타이어 제조업체인 미쉐린과 협력하여 6개월 동안 개발하였다. 차량의 전체 길이는 248.9 mm (9.8 in) 증가했으며 항력을 줄이기 위해 레이저로 제어되는 차고 시스템이 장착되었다. 항력을 더욱 줄이고 공기 역학을 지원하기 위해 전자 제어식 리어 윙이 제거되고 짧은 단면의 리어 윙이 통합된 긴 꼬리로 교체되었다. 안전상의 이유로 전체 롤 케이지가 추가되었고 기록 실행을 확인하는 데 사용되는 데이터 기록 장비를 위해 조수석이 제거되었으며 공기역학적 항력을 더욱 줄이기 위해 부가티 센토디에치에 처음 도입된 배기 시스템을 통합한다. 기계적으로 엔진은 기어박스와 4륜구동 시스템의 변경 없이 1,177 kW (1,578 hp; 1,600 PS) 의 출력을 생성하도록 수정되었다.

## 생산 대수
2021년 8월 기준으로 부가티 시론의 생산 대수는 300대이다.
| 모델명                        | 대수       | 대수 |
| ----------------------------- | ---------- | ---- |
| 시론                          | 60         |      |
| 시론 스포츠                   | 60         |      |
| 시론 스포츠 110 Ans           | 20         |      |
| 시론 슈퍼 스포츠 300+         | 30         |      |
| 시론 퓨어 스포츠              | 60         |      |
| 시론 누아르                   | 20         |      |
| 시론 스포츠 레 레전드 뒤 씨엘 | 20         |      |
| 시론 슈퍼 스포츠              | 30         |      |
| 합계                          | 300 중 500 |      |

## 마케팅
시론은 2018년 레고로 만들어졌다. 2018년 6월 1일에 출시되었으며 3,600개의 개별 부품이 포함된 1 : 8 스케일 모델이다.
2018년 8월 30일, 레고는 실물 크기의 시론 모델을 공개했다. 부가티 배지, 휠, 스틸 프레임, 스틸 롤 케이지, 스틸 드라이브 체인 및 안전 벨트를 제외하고 레고 테크닉 요소 (전체 339개, 총 1,000,000개 이상)로 구성되었다. 엔진은 표준 모델에서 발견된 2,304개의 레고 파워 기능 모터로 제작되었다. 그것은 4 킬로와트 (5.4 PS; 5.4 hp)의 엔진과 92 뉴턴 미터 (68 lb·ft)의 토크를 가진 것으로 추정된다. 이 차는 폭스바겐의 에라 레시엔 테스트 트랙에서 부가티의 공식 테스트 드라이버인 앤디 월리스에 의해 테스트되었다.

## 경쟁 차종
리막 오토모빌리
- 리막 네베라

맥라렌 오토모티브
- 맥라렌 720S
- 맥라렌 765LT
- 맥라렌 세나
- 맥라렌 스피드테일

젠보 오토모티브
- 젠보 TS1 GT

## 비디오 게임에서의 등장
- 3D운전교실
- 빔엔지.드라이브
- 아스팔트 8: 에어본
- 아스팔트 9: 레전드
- 포르자 호라이즌 4
- 포르자 호라이즌 5
- GTA

## 같이 보기
- 부가티 디보
- 부가티 비전 그란 투리스모
- 부가티 센토디에치